# Orrberg, Åland
Orrberg är en kulle i Åland (Finland). Den ligger i den sydvästra delen av landskapet, 9 km nordväst om huvudstaden Mariehamn. Toppen på Orrberg är 53 meter över havet, eller 18 meter över den omgivande terrängen. Bredden vid basen är 2,5 km. Orrberg ligger på fasta Åland.
Terrängen runt Orrberg är platt. Havet är nära Orrberg åt sydväst. Närmaste större samhälle är Jomala, 8,4 km öster om Orrberg.